# Lanrick Macgregor Monument
Das Lanrick Macgregor Monument ist ein Denkmal nahe der schottischen Ortschaft Deanston in der Council Area Stirling. 1971 wurde das Bauwerk in die schottischen Denkmallisten in der höchsten Denkmalkategorie A aufgenommen.

## Geschichte
Das Denkmal entstand vermutlich in der ersten Hälfte des 19. Jahrhunderts. Vermutlich veranlasste  Evan John Murray MacGregor den Bau auf dem Anwesen von Lanrick Castle, einem Sitz der MacGregors. 2004 wurde das Denkmal in das Register gefährdeter denkmalgeschützter Bauwerke in Schottland aufgenommen. 2008 wurde sein Zustand als sehr schlecht bei gleichzeitig kritischer Gefährdungslage eingestuft.

## Beschreibung
Auf dem Familienwappen ist ein Baum abgebildet, weshalb das Denkmal einem Baum nachempfunden ist. Das Lanrick Macgregor Monument zeigt einen Baumstumpf. Dieser besteht aus einem ungleichmäßig verarbeiteten Schichtenmauerwerk, das auch vermeintlich abgesägte Aststümpfe zeigt. Auf dem Stumpf ruht eine runde Sockelplatte mit Gesimse. Auf dieser sitzt eine Rotunde mit drei dorischen Säulen mit pyramidenförmigen Postamenten. Das Denkmal schließt mit einer ornamentierten dorischen Kuppel.